# 藤田敦子
藤田 敦子（ふじた あつこ）は、日本の子育てアドバイザー、教育者。一般社団法人日本ぺたほめアカデミー協会代表理事。同志社大学文学部心理学専攻卒業。日本心理学会認定心理士。日本心理学会正会員。

## 経歴
京都府京都市出身。同志社大学文学部心理学専攻を卒業後、ニットデザイナーとして勤務し、海外部門チーフを務めるも出産を機に退職。離婚を経て、シングルマザーとして2人の息子を育て、両者とも国公立大学医学部に現役合格させた経験をもとに「ぺたほめ子育て術」を考案。
教育虐待を減らし、自己肯定感の高い子どもを増やすという社会的ニーズに応えるため、2018年に「ぺたほめ医専アカデミー」を設立。子育てアドバイザーとして活動しながら、2022年には「一般社団法人日本ぺたほめアカデミー協会」を設立し、代表理事に就任。

## 活動
「子どもを信じて、ほめて育てる」を理念とする「ぺたほめ教育法」を広めるため、全国の医学部塾や中学受験塾、医療機関、子育てサロンなどでの講演活動や、雑誌コラムの連載や出版などの執筆活動を行う。

## 著書
- 『親もビックリ魔法の子育て術！「ぺたほめ」』（マガジンランド、2019年）
- 『母親が変わればうまくいく 第一志望校に合格させた母親がやっている子育て 39』（講談社・2021年）ISBN 978-4065257173
- 『受験も人生も楽しめる!3~9歳 理系脳・運動脳が育つ ぺたほめ親子あそび』（小学館・2024年）ISBN 978-4093114004

## 講演実績
- 京都市私立幼稚園協会
- 日能研
- ロゴス
- 京都医塾
- 京都クルール
- 札幌市子育てサロン

## メディア出演
- 毎日放送『ちちんぷいぷい』
- eo光テレビ『ゲツ→キン』
- FMまいづる
- 京都新聞

## 雑誌掲載・連載
- 小学館『小学一年生』
- ベネッセ
- Gakkenこそだてまっぷ（2024年～）
- 講談社『FRaU』（2022年～）
- 講談社『コクリコ』（2021年～）
- 講談社『With Online』
- 小学館『HugKum(はぐくむ）』（2020年～）